# Mosè Tovini
Mosè Tovini (1877 - 1930), était un prêtre italien, vénéré comme bienheureux par l'Église catholique.

## Biographie
Mosè Tovini est né le 27 décembre 1877 à Cividate Camuno, en Lombardie. Il est ordonné prêtre en 1900.
De 1904 jusqu’à sa mort, il est professeur au séminaire diocésain de Brescia, enseignant les mathématiques, la philosophie, la sociologie et la théologie. Il en deviendra le supérieur en 1926. Il aura parmi ses élèves Giovanni Battista Montini, qui deviendra le pape Paul VI.
En parallèle, il organisait des formations religieuses pour les instituteurs ou encore des semaines de retraites. La formation des prêtres et l'éducation religieuse furent le centre de ses activités pastorales. En 1917, lors de l’épidémie de grippe espagnole, il se dévoue auprès des malades sans se soucier de sa propre santé.
Mosè Tovini meurt le 28 janvier 1930, emporté par une pneumonie, à l'âge de 52 ans.

## Béatification et canonisation
- 1982 : ouverture de la cause en béatification et canonisation
- 12 avril 2003 : le pape Jean-Paul II lui attribue le titre de vénérable
- 17 septembre 2006 : béatification célébrée à Brescia par le cardinal José Saraiva Martins, représentant le pape Benoît XVI.

Fête liturgique fixée au 28 janvier.